# Mosca (Colorado)
Mosca ist ein Ort in Alamosa County im US-Bundesstaat Colorado.
Mosca liegt etwa 14 Meilen nördlich an der State Route 17.
Mosca ist das Zuhause der Sangre de Cristo Thunderbirds und besitzt neben der Schule ein Feuerwehrhaus sowie eine Tankstelle.

## Sehenswürdigkeiten in der Nähe
- Great Sand Dunes National Park
- Colorado Gator Farm and Reptile Park